# Strategische voorraad
Een strategische voorraad of strategische reserve is de reserve van een product of items die achtergehouden worden van normaal gebruik door overheden, organisaties of bedrijven bij het volgen van een bepaalde strategie of om onverwachte gebeurtenissen het hoofd te bieden.
Een strategische reserve zijn onder andere:
- Financieel van aard, zoals afgezonderde financiële middelen of kapitaalreserves van een grote onderneming.
- Een grondstof, zoals interventievoorraden van voedsel of benzine (waaronder voorzieningszekerheid in de energievoorziening en strategische aardoliereserves).
- Specifieke machines, zoals treinwagons of locomotieven, voor gebruik in noodsituaties.

## Voorbeelden
- Strategische petroleumreserves[1][2][3][4]
  - Zie: Centraal Orgaan Voorraadvorming Aardolieproducten
- Strategische uraniumreserves[5][6]
- Heliumreserve[7]
- Strategische graanreserve[8]
- Varkensvlees[9]
- Goudreserve[10]
- Strategische voorraad antivirale middelen of geneesmiddelen[11][12]